# Leichtathletik-Weltmeisterschaften 1999/100 m Hürden der Frauen

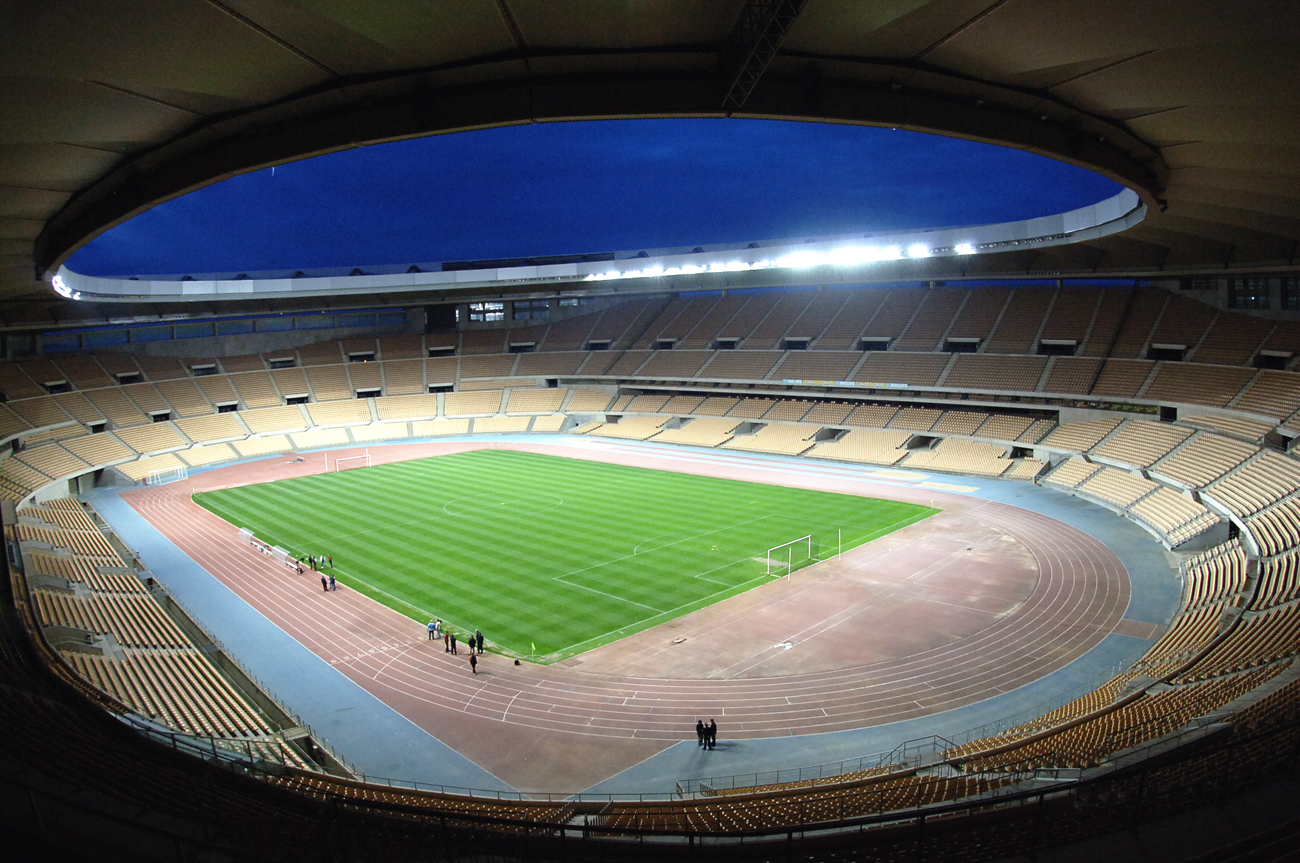
Das Olympiastadion von Sevilla im Jahr 2011

Der 100-Meter-Hürdenlauf der Frauen bei den Leichtathletik-Weltmeisterschaften 1999 wurde vom 25. bis 28. August 1999 im Olympiastadion der spanischen Stadt Sevilla ausgetragen.
Es siegte die US-amerikanische Weltmeisterin von 1995 und Vizeweltmeisterin von 1991/1993 Gail Devers. Sie war darüber hinaus über 100 Meter zweifache Olympiasiegerin (1992/1996) und Weltmeisterin von 1993. Auch mit der US-amerikanischen 4-mal-100-Meter-Staffel hatte sie 1996 Olympiagold und 1997 WM-Gold errungen. Rang zwei belegte die Nigerianerin Glory Alozie. Bronze ging an die schwedische Titelverteidigerin und Olympiasiegerin von 1996 Ludmila Engquist, die bereits 1991 unter ihrem früheren Namen Ludmila Naroschilenko Weltmeisterin war, damals war sie für die Sowjetunion gestartet.

## Bestehende Rekorde
| Weltrekord               | 12,21 s | Jordanka Donkowa   | Stara Sagora, Bulgarien | 20. August 1988   |
| Weltmeisterschaftsrekord | 12,34 s | Ginka Sagortschewa | WM 1987 in Rom, Italien | 4. September 1987 |

Der bestehende WM-Rekord wurde bei diesen Weltmeisterschaften nicht eingestellt und nicht verbessert.
Allerdings verfehlte die US-amerikanische Weltmeisterin Gail Devers diesen Rekord im Finale nur denkbar knapp. Mit ihren 12,37 s war sie nur um drei Hundertstelsekunden langsamer als Ginka Sagortschewa. Gail Devers stellte damit eine neue Weltjahresbestleistung auf.
Darüber hinaus waren folgende Rekorde zu verzeichnen:
- Es gab einen neuen Kontinentalrekord:
  - 12,44 s (Afrikarekord) Glory Alozie (Nigeria) – Finale am 28. August (0,7 m/s Rückenwind)
- Fünfmal wurden Landesrekorde verbessert:
  - 13,36 s Bich Huong Vu (Vietnam) – 1. Vorlauf am 25. August (0,9 m/s Rückenwind)
  - 13,14 s Nadine Faustin (Haiti) – 3. Vorlauf am 25. August (0,3 m/s Gegenwind)
  - 12,88 s Trecia Roberts (Thailand) – 4. Vorlauf am 25. August (1,1 m/s Rückenwind)
  - 12,83 s Trecia Roberts (Thailand) – 1. Halbfinale am 27. August (1,9 m/s Rückenwind)
  - 12,47 s Ludmila Engquist (Schweden) – Finale am 28. August (0,7 m/s Rückenwind)

## Vorrunde
Die Vorrunde wurde in sechs Läufen durchgeführt. Die ersten vier Athletinnen pro Lauf – hellblau unterlegt – sowie die darüber hinaus acht zeitschnellsten Läuferinnen – hellgrün unterlegt – qualifizierten sich für das Viertelfinale.

### Vorlauf 1
25. August 1999, 12:30 Uhr
Wind: +0,9 m/s
| Platz | Name                   | Nation              | Zeit (s) |
| ----- | ---------------------- | ------------------- | -------- |
| 1     | Delloreen Ennis-London | Jamaika             | 12,82    |
| 2     | Feng Yun               | Volksrepublik China | 12,85    |
| 3     | Julija Graudyn         | Russland            | 12,94    |
| 4     | Patricia Girard        | Frankreich          | 12,99    |
| 5     | Nerea Azkárate         | Spanien             | 13,35    |
| 6     | Bich Huong Vu          | Vietnam             | 13,36 NR |
| 7     | Verónica De Paoli      | Argentinien         | 13,58    |

### Vorlauf 2
25. August 1999, 12:38 Uhr
Wind: −0,1 m/s
| Platz | Name                  | Nation     | Zeit (s) |
| ----- | --------------------- | ---------- | -------- |
| 1     | Gail Devers           | USA        | 12,80    |
| 2     | Nicole Ramalalanirina | Frankreich | 12,91    |
| 3     | Angela Atede          | Nigeria    | 12,95    |
| 4     | Gillian Russell       | Jamaika    | 13,10    |
| 5     | Maurren Higa Maggi    | Brasilien  | 13,14    |
| 6     | Chan Sau Ying         | Hongkong   | 13,54    |
| 7     | Laureta Derhemi       | Albanien   | 15,20    |

### Vorlauf 3
25. August 1999, 12:46 Uhr
Wind: −0,3 m/s
| Platz | Name               | Nation    | Zeit (s) |
| ----- | ------------------ | --------- | -------- |
| 1     | Sriyani Kulawansa  | Sri Lanka | 12,94    |
| 2     | Dionne Rose        | Jamaika   | 12,96    |
| 3     | Swetlana Lauchowa  | Russland  | 12,98    |
| 4     | Andria King        | USA       | 13,13    |
| 5     | Nadine Faustin     | Haiti     | 13,14 NR |
| 6     | Keturah Anderson   | Kanada    | 13,31    |
| 7     | Svetlana Gnezdilov | Israel    | 13,47    |

### Vorlauf 4
25. August 1999, 12:54 Uhr
Wind: +1,1 m/s
| Platz | Name           | Nation         | Zeit (s) |
| ----- | -------------- | -------------- | -------- |
| 1     | Glory Alozie   | Nigeria        | 12,67    |
| 2     | Trecia Roberts | Thailand       | 12,88 NR |
| 3     | Miesha McKelvy | USA            | 12,95    |
| 4     | Keri Maddox    | Großbritannien | 12,95    |
| 5     | Kirsten Bolm   | Deutschland    | 13,04    |
| 6     | Manuela Bosco  | Finnland       | 13,34    |
| 7     | Carine Cresto  | Monaco         | 15,75    |

### Vorlauf 5
25. August 1999, 13:02 Uhr
Wind: +2,2 m/s
| Platz | Name                  | Nation                       | Zeit (s) |
| ----- | --------------------- | ---------------------------- | -------- |
| 1     | Olga Schischigina     | Kasachstan                   | 12,70    |
| 2     | Irina Schewtschenko   | Russland                     | 12,89    |
| 3     | Rosa Rakotozafy       | Madagaskar                   | 13,02    |
| 4     | Diane Allahgreen      | Großbritannien               | 13,11    |
| 5     | Schanna Gurbanowa     | Belarus                      | 13,23    |
| 6     | Anita Trumpe          | Lettland                     | 13,30    |
| 7     | Maria-Joëlle Conjungo | Zentralafrikanische Republik | 13,89    |

### Vorlauf 6
25. August 1999, 13:10 Uhr
Wind: +3,2 m/s
| Platz | Name               | Nation     | Zeit (s) |
| ----- | ------------------ | ---------- | -------- |
| 1     | Ludmila Engquist   | Schweden   | 12,62    |
| 2     | Swetla Pischtikowa | Bulgarien  | 12,64    |
| 3     | Aliuska López      | Kuba       | 13,08    |
| 4     | Eunice Barber      | Frankreich | 13,21    |
| 5     | Yvonne Kanazawa    | Japan      | 13,25    |
| DNF   | Urška Kop          | Slowenien  |          |
| DNS   | Susan Smith-Walsh  | Irland     |          |

## Viertelfinale
Aus den vier Viertelfinalläufen qualifizierten sich die jeweils ersten vier Athletinnen – hellblau unterlegt – für das Halbfinale.

### Viertelfinallauf 1

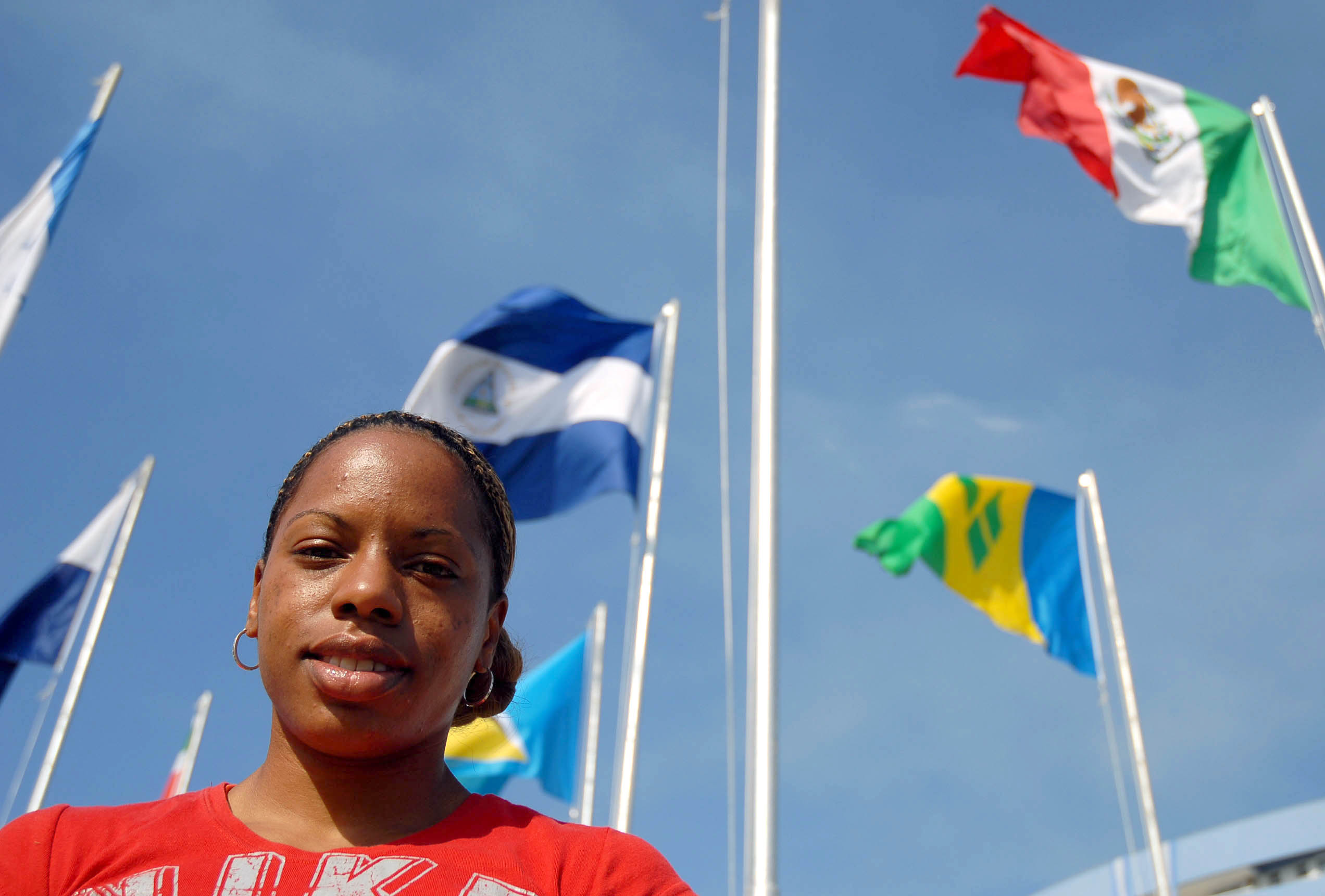
Als Siebte ihres Vorlaufs erreichte Nadine Faustin nicht das Viertelfinale

26. August 1999, 19:45 Uhr
Wind: −0,3 m/s
| Platz | Name                  | Nation              | Zeit (s) |
| ----- | --------------------- | ------------------- | -------- |
| 1     | Olga Schischigina     | Kasachstan          | 12,75    |
| 2     | Dionne Rose           | Jamaika             | 12,90    |
| 3     | Sriyani Kulawansa     | Sri Lanka           | 12,97    |
| 4     | Nicole Ramalalanirina | Frankreich          | 13,04    |
| 5     | Keri Maddox           | Großbritannien      | 13,21    |
| 6     | Andria King           | USA                 | 13,31    |
| 7     | Nadine Faustin        | Haiti               | 13,32    |
| 8     | Feng Yun              | Volksrepublik China | 13,43    |

### Viertelfinallauf 2

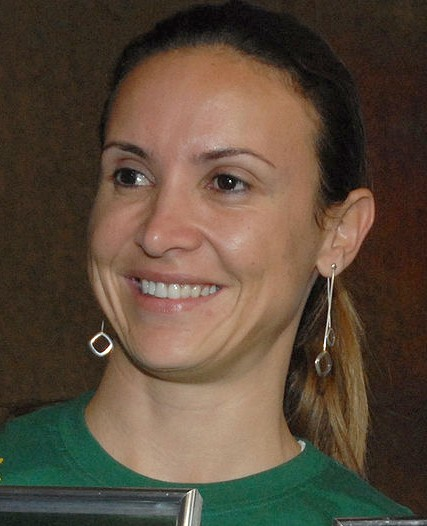
Maurren Higa Maggi – ihr siebter Platz im zweiten Viertelfinale war zu wenig, um im Finale dabei zu sein

26. August 1999, 19:53 Uhr
Wind: +0,2 m/s
| Platz | Name                | Nation    | Zeit (s) |
| ----- | ------------------- | --------- | -------- |
| 1     | Glory Alozie        | Nigeria   | 12,60    |
| 2     | Swetla Pischtikowa  | Bulgarien | 12,72    |
| 3     | Irina Schewtschenko | Russland  | 12,82    |
| 4     | Aliuska López       | Kuba      | 12,85    |
| 5     | Keturah Anderson    | Kanada    | 12,96    |
| 6     | Miesha McKelvy      | USA       | 12,98    |
| 7     | Maurren Higa Maggi  | Brasilien | 13,10    |
| 8     | Gillian Russell     | Jamaika   | 13,12    |

### Viertelfinallauf 3
26. August 1999, 20:01 Uhr
Wind: −0,6 m/s
| Platz | Name                   | Nation         | Zeit (s) |
| ----- | ---------------------- | -------------- | -------- |
| 1     | Gail Devers            | USA            | 12,53    |
| 2     | Patricia Girard        | Frankreich     | 12,78    |
| 3     | Delloreen Ennis-London | Jamaika        | 12,80    |
| 4     | Julija Graudyn         | Russland       | 12,94    |
| 5     | Angela Atede           | Nigeria        | 12,98    |
| 6     | Diane Allahgreen       | Großbritannien | 12,99    |
| 7     | Schanna Gurbanowa      | Belarus        | 13,31    |
| 8     | Yvonne Kanazawa        | Japan          | 13,33    |

### Viertelfinallauf 4

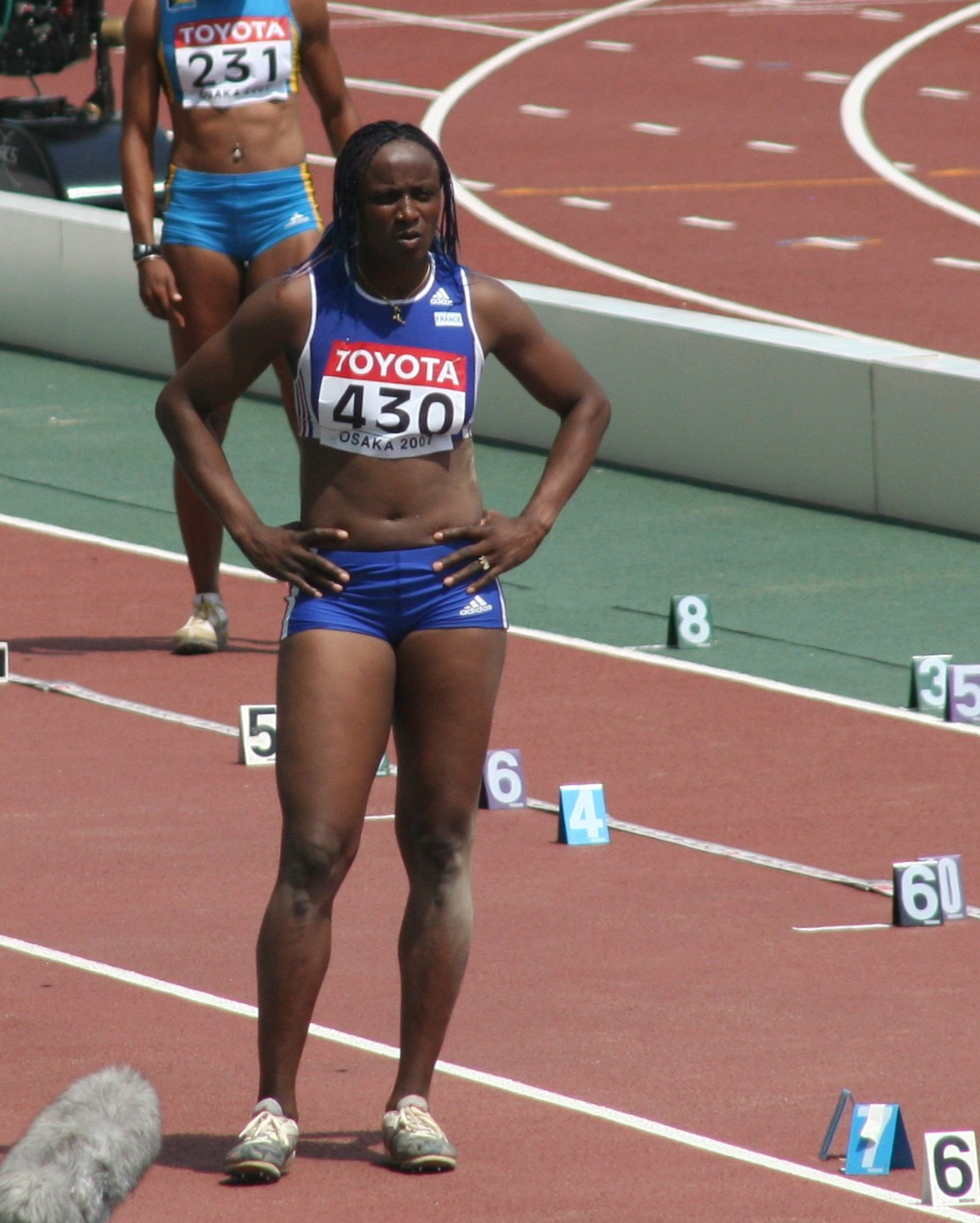
Eunice Barber wurde Sechste in ihrem Viertelfinale und erreichte damit nicht die nächste Runde
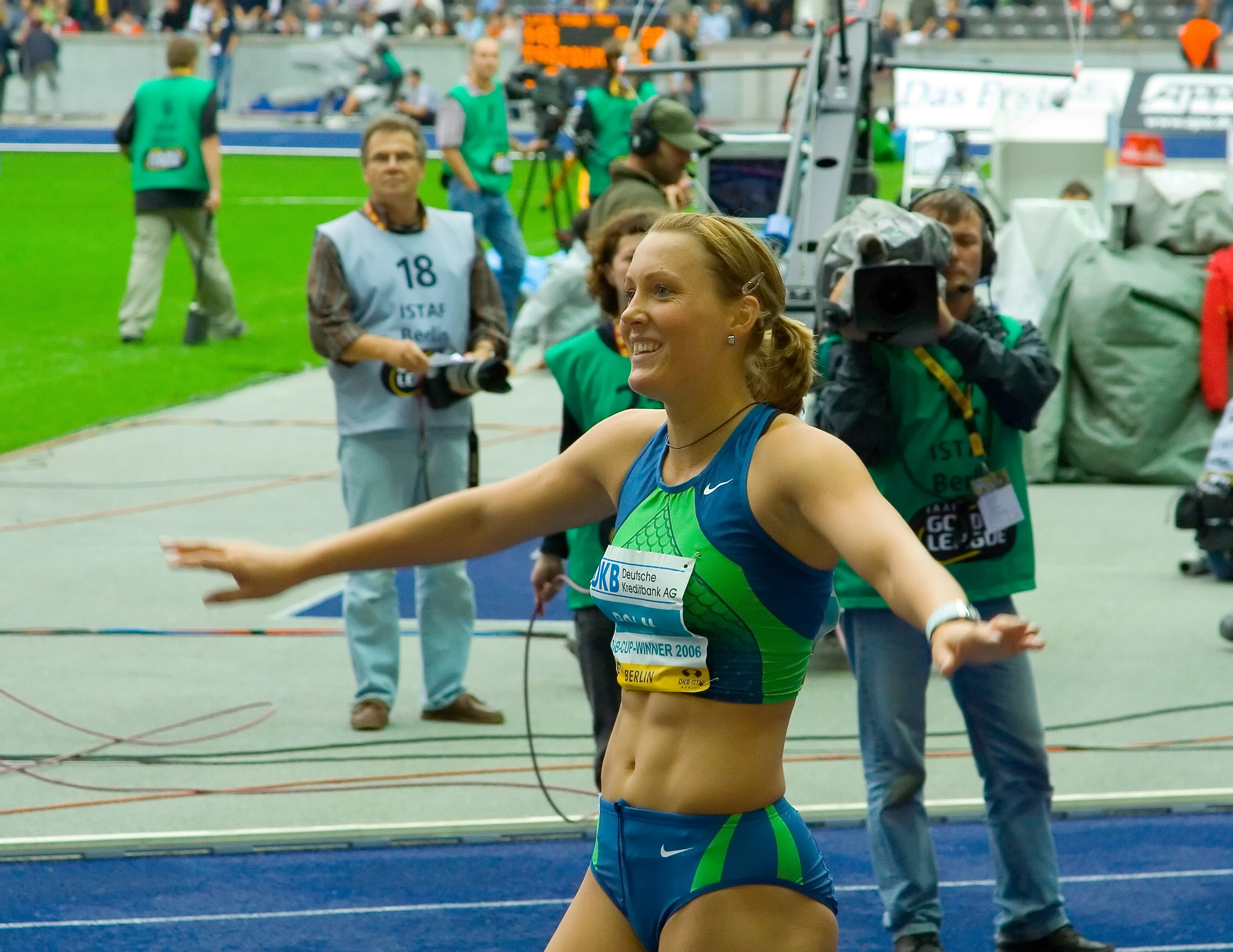
Kirsten Bolms siebter Rang in ihrem Viertelfinale war zu wenig für den Einzug ins Halbfinale
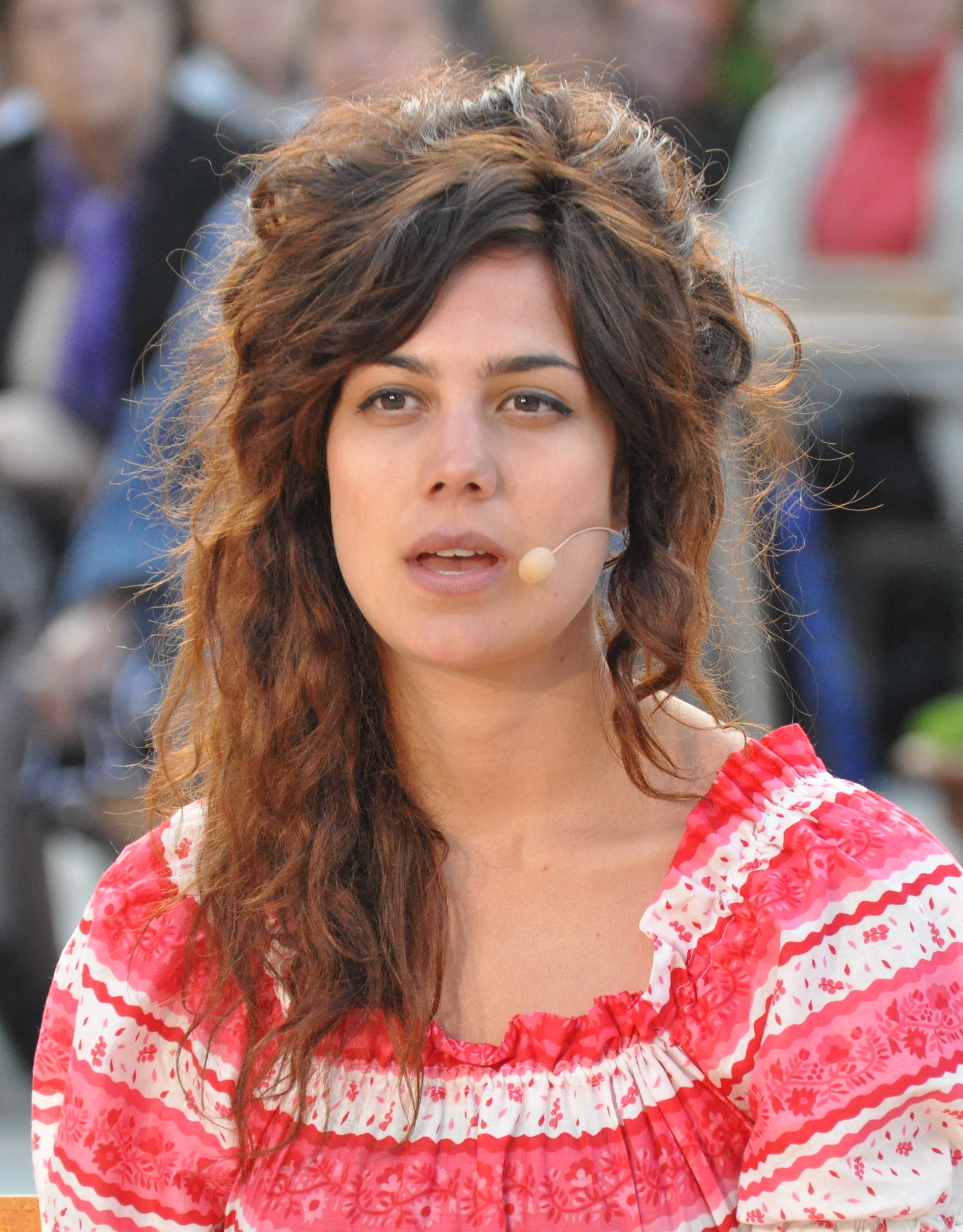
Manuela Bosco(hier in ihrem Lebensabschnitt als Schauspielerin 2011) scheiterte als Achte ihres Viertelfinallaufs

26. August 1999, 20:09 Uhr
Wind: +0,7 m/s
| Platz | Name              | Nation              | Zeit (s) |
| ----- | ----------------- | ------------------- | -------- |
| 1     | Ludmila Engquist  | Schweden            | 12,65    |
| 2     | Feng Yun          | Volksrepublik China | 12,85    |
| 3     | Trecia Roberts    | Thailand            | 12,94    |
| 4     | Swetlana Lauchowa | Russland            | 12,95    |
| 5     | Rosa Rakotozafy   | Madagaskar          | 12,98    |
| 6     | Eunice Barber     | Frankreich          | 13,09    |
| 7     | Kirsten Bolm      | Deutschland         | 13,11    |
| 8     | Manuela Bosco     | Finnland            | 13,43    |

## Halbfinale
Aus den beiden Halbfinalläufen qualifizierten sich die jeweils ersten vier Athletinnen – hellblau unterlegt – für das Finale.

### Halbfinallauf 1
27. August 1999, 19:10 Uhr
Wind: +1,9 m/s
| Platz | Name                   | Nation              | Zeit (s) |
| ----- | ---------------------- | ------------------- | -------- |
| 1     | Ludmila Engquist       | Schweden            | 12,50    |
| 2     | Glory Alozie           | Nigeria             | 12,71    |
| 3     | Patricia Girard        | Frankreich          | 12,76    |
| 4     | Delloreen Ennis-London | Jamaika             | 12,81    |
| 5     | Trecia Roberts         | Thailand            | 12,83 NR |
| 6     | Swetlana Lauchowa      | Russland            | 12,86    |
| 7     | Julija Graudyn         | Russland            | 12,95    |
| 8     | Feng Yun               | Volksrepublik China | 12,98    |

### Halbfinallauf 2
27. August 1999, 19:17 Uhr
Wind: +1,0 m/s
| Platz | Name                  | Nation     | Zeit (s) |
| ----- | --------------------- | ---------- | -------- |
| 1     | Gail Devers           | USA        | 12,70    |
| 2     | Olga Schischigina     | Kasachstan | 12,75    |
| 3     | Dionne Rose           | Jamaika    | 12,79    |
| 4     | Swetla Pischtikowa    | Bulgarien  | 12,79    |
| 5     | Aliuska López         | Kuba       | 12,83    |
| 6     | Irina Schewtschenko   | Russland   | 12,86    |
| 7     | Nicole Ramalalanirina | Frankreich | 12,96    |
| 8     | Sriyani Kulawansa     | Sri Lanka  | 12,98    |

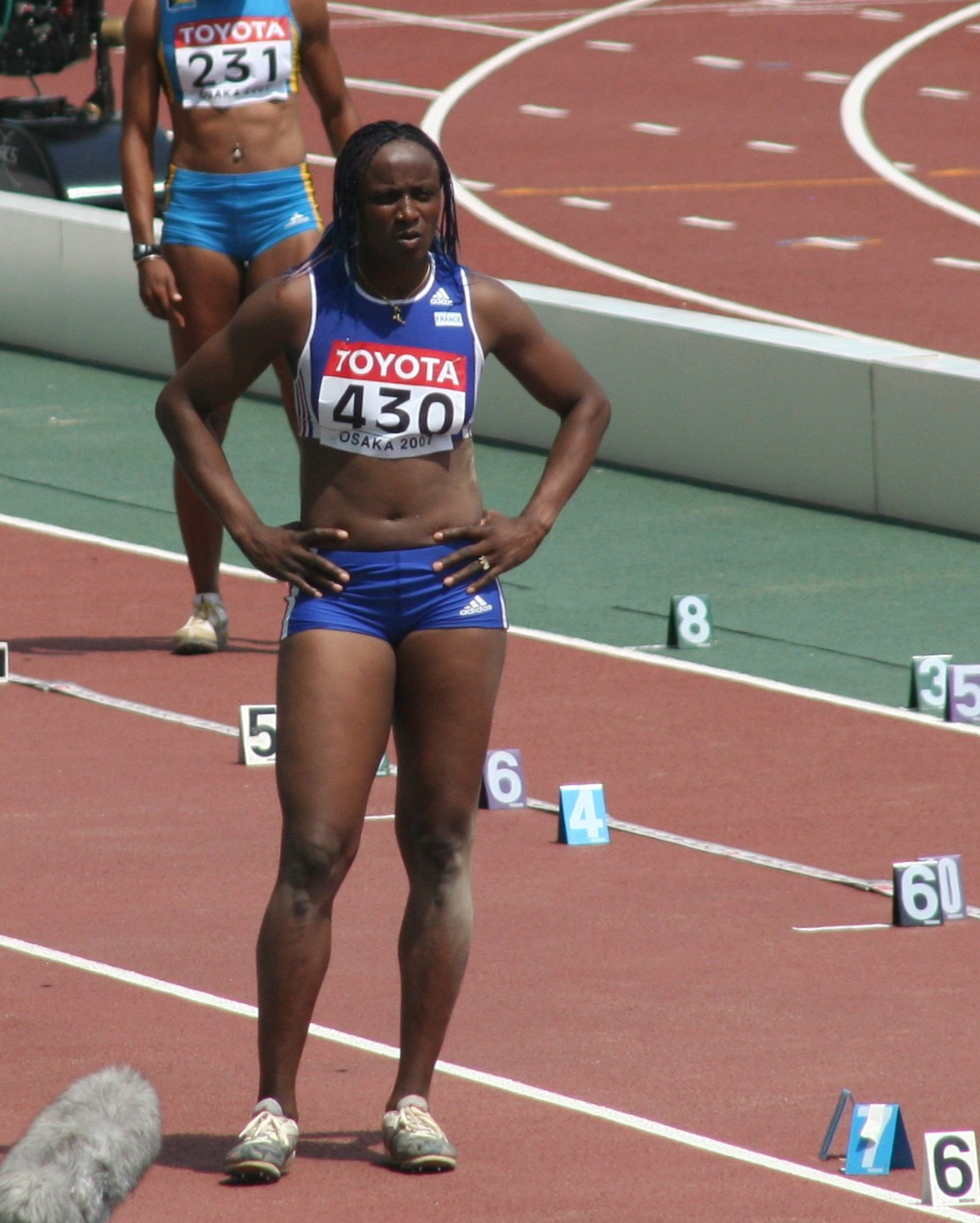
Weltmeisterin wurde die bei Olympischen Spielen und Weltmeisterschaften hochdekorierte Gail Devers
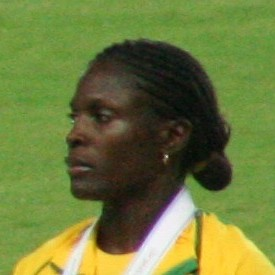
Die siebtplatzierte Delloreen Ennis-London

## Finale
28. August 1999, 20:05 Uhr
Wind: +0,7 m/s
| Platz | Name                   | Nation     | Zeit (s) |
| ----- | ---------------------- | ---------- | -------- |
| 1     | Gail Devers            | USA        | 12,37 WL |
| 2     | Glory Alozie           | Nigeria    | 12,44 AF |
| 3     | Ludmila Engquist       | Schweden   | 12,47 NR |
| 4     | Olga Schischigina      | Kasachstan | 12,71    |
| 5     | Swetla Pischtikowa     | Bulgarien  | 12,75    |
| 6     | Dionne Rose            | Jamaika    | 12,80    |
| 7     | Delloreen Ennis-London | Jamaika    | 12,87    |
| 8     | Patricia Girard        | Frankreich | 12,97    |

## Video
- 1999 World Championships, Women's 100 m Hurdles Final, Seville, Spain, Video veröffentlicht am 11. August 2016 auf youtube.com, abgerufen am 26. Juli 2020